# 香港撒瑪利亞防止自殺會
香港撒瑪利亞防止自殺會於1960年7月由創辦人杜學魁先生成立，原名「防止自殺會」（Suicide Prevention Society） ；機構後期於1963年10月在本港社團註冊處正式註冊為「香港撒瑪利亞會」 （The Hong Kong Samaritans），後於1976年易名為「香港撒瑪利亞防止自殺會」 （The Samaritan Befrienders Hong Kong）。該會並無任何宗教立場，藉着聖經中好撒瑪利亞人友善博愛、助人為樂的精神作榜樣，對絕望及瀕臨困境人士伸出同情之手，並予以扶持及適當的情緒輔導，達成助人自助的目標。

## 歷史

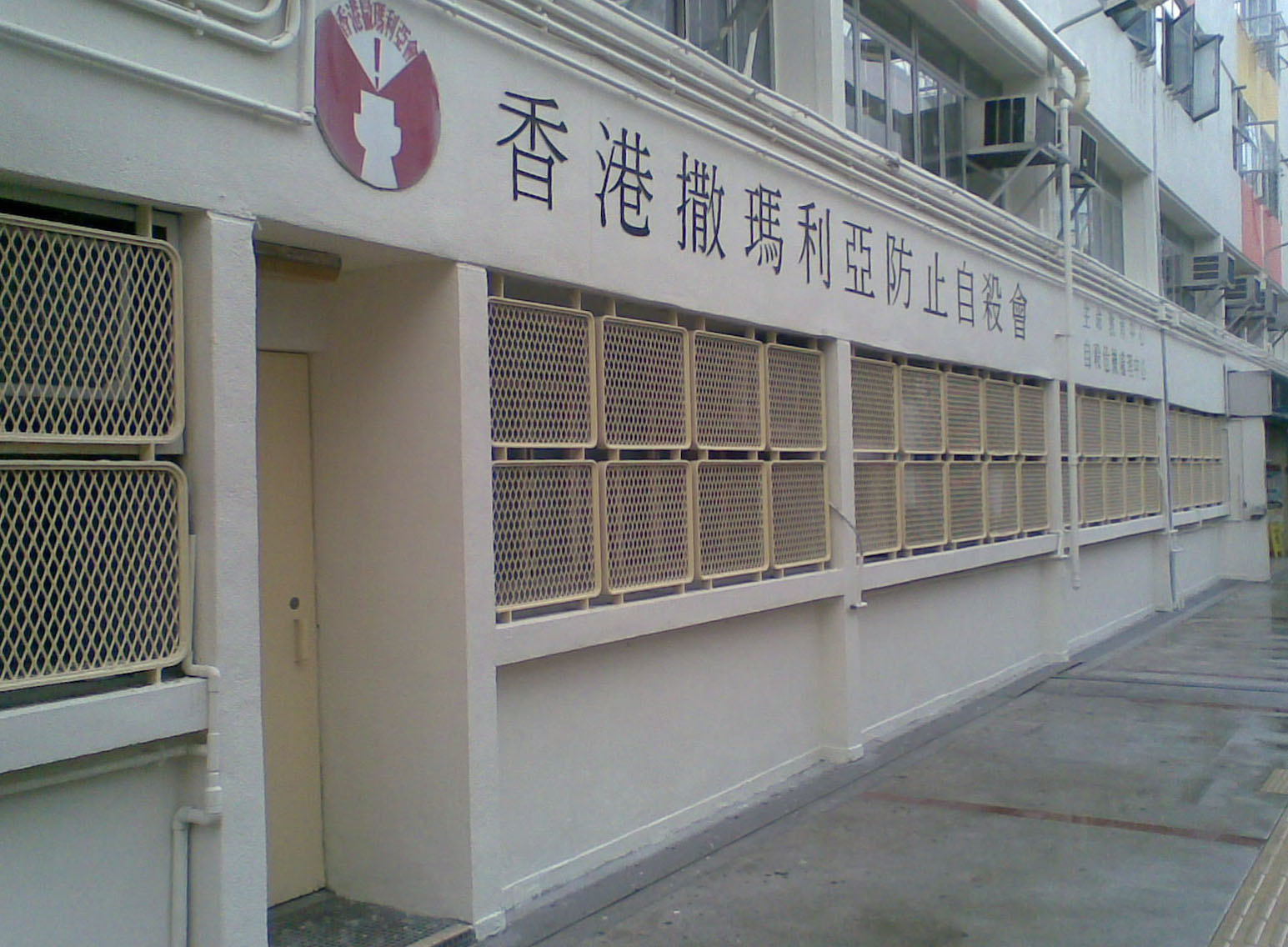
香港撒瑪利亞防止自殺會白田中心

香港撒瑪利亞防止自殺會於1960年7月成立，創辦人杜學魁，原名「防止自殺會」（Suicide Prevention Society），在山林道展開電話輔導服務。於1963年10月註冊成為社團，易名為「香港撒瑪利亞會」（The Hong Kong Samaritans）。1965年因會址拆遷獲政府撥租老虎岩區第13座45號（即樂富邨13座）繼續服務。1975年於港島灣仔軒尼詩道「水手館」開設第二辦事處，提供英語服務。1976年12月更改成現名「香港撒瑪利亞防止自殺會」（The Samaritan Befrienders Hong Kong）。1977年11月成為公益金會員機構。1978年7月獲瑪利諾牧民中心以象徵式10元租金撥租何文田公主道牧民中心地下，何文田會所正式啟用（直到1980年2月因人力資源而結束）。1981年5月將中、英文部分開為兩個分會。1982年6月因行政關係刪除英文部。1985年11月遷入九龍順利邨。於1994年轉為註冊公司，並成功獲豁免捐款稅。同年在社會福利署協助下獲房屋署撥出彩虹邨金華樓地下作為新會所、職員辦公室及熱線服務，而順利邨會所則繼續仍作熱線服務及訓練之用。
2002年3月，有見自殺個案日益增加，而社會上又缺乏有關預防自殺及生命教育的服務資源，香港撒瑪利亞防止自殺會獲得香港獎券基金的撥款資助，成立「自殺危機處理中心」，為面臨高、中度危機的人士提供24小時的危機介入或深入輔導的服務。同期，香港撒瑪利亞防止自殺會獲香港賽馬會慈善信託基金贊助，成立「生命教育中心」，向香港市民推廣預防自殺及珍惜生命的訊息。同年10月因租務需要，位於順利邨之熱線訓練中心遷往白田中心繼續進行義工訓練工作，裝修完畢，「自殺危機處理中心」及「生命教育中心」正式投入服務。2002年12月為加強三間中心的形象的獨特性，增添了三款徽號：分別是「Grow」、「Touch」及「Alive」，識別各中心不同服務之性質。
2005年，撒瑪利亞防止自殺會表示，他們接到的求助個案當中，77%求助者年屆20至44歲，主要受事業和感情上的困擾。自2005年起，有經濟困難的求助者漸趨下降，反而受工作壓力和待遇困擾的人士，比往年上升逾10%，反映部份香港人的工作壓力沉重。2005年向該會求助的個案超過9400宗，比2004年增加20%。
2018年，熱線中心的義工接受訪問時表示，活在社會上無權無勢的一群，有時連自己的權益都不知道，沒有接收資訊的渠道，也沒有人知道他們的存在，而現在社會上有很多人都有不同的需要，但他們不知道如何去尋找所需的資源，甚至不知道有這些資源的存在，慢慢就迫到這些人到牆角，會讓人覺得很無助。亦總結出，做接線義工要有熱心，但也要有冷靜的頭腦。

### 服務重點

會徽由兩個人手拖手、面對面的抽象圖案構成，會名組成一個問號。

- 生命教育中心：防止自殺教育教劃、賽馬會生命偶遇資源計劃（家長小組、社區教育及 Lifetube）、生命劇場
- 熱線中心：24小時情緒支援熱線、熱線中心義工招募及培訓、社區講座及活動
- 自殺危機處理中心：自殺危機介入服務、活出彩虹服務、網上防止自殺、賽馬會生命偶遇資源計劃（教師及社工培訓）
- 越嶺專業培訓及發展中心：公開課程、企業培訓及講座

## 外部連結
- 香港撒瑪利亞防止自殺會官方網頁 （页面存档备份，存于）